# Eleições legislativas portuguesas de 1995 no distrito de Bragança
| Eleições legislativas portuguesas de 1995 Distritos: Aveiro \| Beja \| Braga \| Bragança \| Castelo Branco \| Coimbra \| Évora \| Faro \| Guarda \| Leiria \| Lisboa \| Portalegre \| Porto \| Santarém \| Setúbal \| Viana do Castelo \| Vila Real \| Viseu \| Açores \| Madeira \| Estrangeiro |

## Resultados por Concelho
Os resultados nos concelhos do Distrito de Bragança foram os seguintes:

### Alfândega da Fé
| Partido                 | Partido                        | Votos | %               | +/-   |
| ----------------------- | ------------------------------ | ----- | --------------- | ----- |
|                         | Partido Social Democrata       | 1 964 | 46,64 / 100,00  | 10,67 |
|                         | Partido Socialista             | 1 703 | 40,44 / 100,00  | 12,36 |
|                         | Partido Popular                | 302   | 7,17 / 100,00   | 0,11  |
|                         | Coligação Democrática Unitária | 106   | 2,52 / 100,00   | 0,37  |
|                         | Outros                         | 57    | 1,45 / 100,00   |       |
| Votos Inválidos         | Votos Inválidos                | 79    | 1,88 / 100,00   | 0,34  |
| Total                   | Total                          | 4 211 | 100,00 / 100,00 |       |
| Eleitorado/Participação | Eleitorado/Participação        | 6 302 | 66,82 / 100,00  | 1,86  |

### Bragança
| Partido                 | Partido                        | Votos  | %               | +/-   |
| ----------------------- | ------------------------------ | ------ | --------------- | ----- |
|                         | Partido Socialista             | 8 587  | 45,15 / 100,00  | 15,12 |
|                         | Partido Social Democrata       | 7 875  | 41,41 / 100,00  | 14,72 |
|                         | Partido Popular                | 1 481  | 7,79 / 100,00   | 2,19  |
|                         | Coligação Democrática Unitária | 440    | 2,31 / 100,00   | 0,29  |
|                         | Outros                         | 267    | 1,40 / 100,00   |       |
| Votos Inválidos         | Votos Inválidos                | 367    | 1,93 / 100,00   | 0,34  |
| Total                   | Total                          | 19 017 | 100,00 / 100,00 |       |
| Eleitorado/Participação | Eleitorado/Participação        | 31 756 | 59,88 / 100,00  | 1,84  |

### Carrazeda de Ansiães
| Partido                 | Partido                        | Votos | %               | +/-   |
| ----------------------- | ------------------------------ | ----- | --------------- | ----- |
|                         | Partido Social Democrata       | 2 518 | 50,10 / 100,00  | 9,72  |
|                         | Partido Socialista             | 1 591 | 31,66 / 100,00  | 13,75 |
|                         | Partido Popular                | 654   | 13,01 / 100,00  | 1,14  |
|                         | Coligação Democrática Unitária | 77    | 1,53 / 100,00   | 0,21  |
|                         | Outros                         | 91    | 1,82 / 100,00   |       |
| Votos Inválidos         | Votos Inválidos                | 95    | 1,89 / 100,00   | 0,84  |
| Total                   | Total                          | 5 026 | 100,00 / 100,00 |       |
| Eleitorado/Participação | Eleitorado/Participação        | 8 307 | 60,50 / 100,00  | 3,21  |

### Freixo de Espada à Cinta
| Partido                 | Partido                        | Votos | %               | +/-   |
| ----------------------- | ------------------------------ | ----- | --------------- | ----- |
|                         | Partido Socialista             | 1 352 | 46,40 / 100,00  | 12,99 |
|                         | Partido Social Democrata       | 1 213 | 41,63 / 100,00  | 11,05 |
|                         | Partido Popular                | 172   | 5,90 / 100,00   | 1,64  |
|                         | Coligação Democrática Unitária | 52    | 1,78 / 100,00   | 0,53  |
|                         | Outros                         | 49    | 1,68 / 100,00   |       |
| Votos Inválidos         | Votos Inválidos                | 76    | 2,60 / 100,00   | 0,19  |
| Total                   | Total                          | 2 914 | 100,00 / 100,00 |       |
| Eleitorado/Participação | Eleitorado/Participação        | 4 529 | 64,34 / 100,00  | 1,11  |

### Macedo de Cavaleiros
| Partido                 | Partido                        | Votos  | %               | +/-   |
| ----------------------- | ------------------------------ | ------ | --------------- | ----- |
|                         | Partido Social Democrata       | 4 017  | 39,04 / 100,00  | 15,53 |
|                         | Partido Socialista             | 3 974  | 38,62 / 100,00  | 16,67 |
|                         | Partido Popular                | 1 749  | 17,00 / 100,00  | 1,35  |
|                         | Coligação Democrática Unitária | 164    | 1,59 / 100,00   | 0,11  |
|                         | Outros                         | 128    | 1,24 / 100,00   |       |
| Votos Inválidos         | Votos Inválidos                | 258    | 2,51 / 100,00   | 0,11  |
| Total                   | Total                          | 10 290 | 100,00 / 100,00 |       |
| Eleitorado/Participação | Eleitorado/Participação        | 18 087 | 56,89 / 100,00  | 2,35  |

### Miranda do Douro
| Partido                 | Partido                  | Votos | %               | +/-   |
| ----------------------- | ------------------------ | ----- | --------------- | ----- |
|                         | Partido Social Democrata | 2 346 | 46,14 / 100,00  | 10,45 |
|                         | Partido Socialista       | 2 197 | 43,21 / 100,00  | 14,59 |
|                         | Partido Popular          | 265   | 5,21 / 100,00   | 0,42  |
|                         | Outros                   | 124   | 2,43 / 100,00   |       |
| Votos Inválidos         | Votos Inválidos          | 153   | 3,01 / 100,00   | 0,73  |
| Total                   | Total                    | 5 085 | 100,00 / 100,00 |       |
| Eleitorado/Participação | Eleitorado/Participação  | 8 340 | 60,97 / 100,00  | 3,95  |

### Mirandela
| Partido                 | Partido                        | Votos  | %               | +/-   |
| ----------------------- | ------------------------------ | ------ | --------------- | ----- |
|                         | Partido Social Democrata       | 6 876  | 47,65 / 100,00  | 10,91 |
|                         | Partido Socialista             | 4 996  | 34,62 / 100,00  | 10,26 |
|                         | Partido Popular                | 1 641  | 11,37 / 100,00  | 2,89  |
|                         | Coligação Democrática Unitária | 434    | 3,01 / 100,00   | 0,14  |
|                         | Outros                         | 172    | 1,19 / 100,00   |       |
| Votos Inválidos         | Votos Inválidos                | 311    | 2,15 / 100,00   | 0,34  |
| Total                   | Total                          | 14 430 | 100,00 / 100,00 |       |
| Eleitorado/Participação | Eleitorado/Participação        | 24 285 | 59,42 / 100,00  | 2,09  |

### Mogadouro
| Partido                 | Partido                  | Votos  | %               | +/-   |
| ----------------------- | ------------------------ | ------ | --------------- | ----- |
|                         | Partido Social Democrata | 3 676  | 50,30 / 100,00  | 12,63 |
|                         | Partido Socialista       | 2 725  | 37,29 / 100,00  | 14,63 |
|                         | Partido Popular          | 608    | 8,32 / 100,00   | 0,16  |
|                         | Outros                   | 128    | 1,75 / 100,00   |       |
| Votos Inválidos         | Votos Inválidos          | 171    | 2,34 / 100,00   | 0,17  |
| Total                   | Total                    | 7 308  | 100,00 / 100,00 |       |
| Eleitorado/Participação | Eleitorado/Participação  | 12 093 | 60,43 / 100,00  | 1,39  |

### Torre de Moncorvo
| Partido                 | Partido                        | Votos  | %               | +/-   |
| ----------------------- | ------------------------------ | ------ | --------------- | ----- |
|                         | Partido Social Democrata       | 2 966  | 44,91 / 100,00  | 13,49 |
|                         | Partido Socialista             | 2 827  | 42,80 / 100,00  | 14,71 |
|                         | Partido Popular                | 475    | 7,19 / 100,00   | 1,76  |
|                         | Coligação Democrática Unitária | 99     | 1,50 / 100,00   | 0,57  |
|                         | Outros                         | 104    | 1,57 / 100,00   |       |
| Votos Inválidos         | Votos Inválidos                | 134    | 2,03 / 100,00   | 0,42  |
| Total                   | Total                          | 6 605  | 100,00 / 100,00 |       |
| Eleitorado/Participação | Eleitorado/Participação        | 10 616 | 62,22 / 100,00  | 1,08  |

### Vila Flor
| Partido                 | Partido                        | Votos | %               | +/-   |
| ----------------------- | ------------------------------ | ----- | --------------- | ----- |
|                         | Partido Social Democrata       | 2 141 | 41,95 / 100,00  | 14,43 |
|                         | Partido Socialista             | 2 098 | 41,11 / 100,00  | 17,22 |
|                         | Partido Popular                | 568   | 11,13 / 100,00  | 0,62  |
|                         | Coligação Democrática Unitária | 123   | 2,41 / 100,00   | 0,58  |
|                         | Outros                         | 62    | 1,21 / 100,00   |       |
| Votos Inválidos         | Votos Inválidos                | 112   | 2,19 / 100,00   | 0,01  |
| Total                   | Total                          | 5 104 | 100,00 / 100,00 |       |
| Eleitorado/Participação | Eleitorado/Participação        | 7 905 | 64,57 / 100,00  | 1,37  |

### Vimioso
| Partido                 | Partido                        | Votos | %               | +/-   |
| ----------------------- | ------------------------------ | ----- | --------------- | ----- |
|                         | Partido Social Democrata       | 1 858 | 52,41 / 100,00  | 10,87 |
|                         | Partido Socialista             | 1 293 | 36,47 / 100,00  | 13,91 |
|                         | Partido Popular                | 137   | 3,86 / 100,00   | 0,26  |
|                         | Coligação Democrática Unitária | 51    | 1,44 / 100,00   | 0,27  |
|                         | Outros                         | 74    | 2,08 / 100,00   |       |
| Votos Inválidos         | Votos Inválidos                | 132   | 3,72 / 100,00   | 1,25  |
| Total                   | Total                          | 3 545 | 100,00 / 100,00 |       |
| Eleitorado/Participação | Eleitorado/Participação        | 6 458 | 54,89 / 100,00  | 0,21  |

### Vinhais
| Partido                 | Partido                        | Votos  | %               | +/-   |
| ----------------------- | ------------------------------ | ------ | --------------- | ----- |
|                         | Partido Socialista             | 3 183  | 44,98 / 100,00  | 21,09 |
|                         | Partido Social Democrata       | 3 091  | 43,68 / 100,00  | 17,18 |
|                         | Partido Popular                | 454    | 6,42 / 100,00   | 0,60  |
|                         | Coligação Democrática Unitária | 95     | 1,34 / 100,00   | 0,35  |
|                         | Outros                         | 107    | 1,51 / 100,00   |       |
| Votos Inválidos         | Votos Inválidos                | 146    | 2,06 / 100,00   | 0,19  |
| Total                   | Total                          | 7 076  | 100,00 / 100,00 |       |
| Eleitorado/Participação | Eleitorado/Participação        | 13 167 | 53,74 / 100,00  | 0,94  |